# Lima (provins)
Provinsen Lima er beliggende i den centrale kyst i Peru og er den eneste provins, som ikke tilhører nogen af de 25 regioner. Hovedbyen er Lima, som også er landets hovedstad.
12°03′30″S 77°02′30″V / 12.0583°S 77.0417°V